# أشلي غرينويل
أشلي غرينويل (بالإنجليزية: Ashlee Greenwell)‏ هي عارضة أمريكية، ولدت في 1988 في ميلدتاون في الولايات المتحدة.